# Ladislav Bumba
Ladislav Bumba (13. června 1926, Děčín – 11. února 2009, Děčín) byl český učitel a bývalý politický vězeň komunistického režimu v Československu.

## Život

### Dětství
Děčínský rodák Ladislav Bumba se narodil v rodině železničáře, který se do Sudet přestěhoval jako zaměstnanec Československých státních drah na umístěnku, poté co ji jako soukromý švec na Třebíčsku z důvodu konkurence baťovských výrobků se již nemohl uživit. Mládí prožil tedy v německy mluvícím pohraničí. V dětství však na děčínsku zažil národnostní rozmíšky, které se od roku 1936 začaly stupňovat díky agitátorům ze Sudetoněmecké strany. V roce 1938 byl situace už tak vypjatá, že v září téhož roku se rodina rozhodla pohraničí opustit a přestěhovala se do vnitrozemí k příbuzným do Skutče. Zde prožil II. světovou válku a rozhodl se pro učitelské povolání. Po ukončení války rodina vrátila do Děčína a Bumba začal v roce 1945 učit na místní škole humanitní předměty. V této době na něho začal působit děčínský spisovatel duchovní literatury Vladimír Vokolek, který byl vedoucím v místní knihovně a se kterým se Bumba znal. Po duchovní stránce byl formován děčínskými jezuity a zapojil se do místního Svazu katolické mládeže (SKM), který tito jezuité vedli.

### Nemoc
V roce 1947, tedy krátce poté, kdy začal pracovat ve škole, se u něho objevila plicní choroba – tuberkulóza. Nemoc mu zabránila učit a vyžádala si dlouhodobé léčení. Navíc v důsledku nemoci byl nejdříve dán do částečného a později do plného invalidního důchodu.
Díky aktivitám ve Svazu katolické mládeže se seznámil s Ludmilou Bušákovou (* 18. srpna 1926 Roškopov, dcera Františka a Charitiny Bušákových; † 12. dubna 2016 v Děčíně, pohřbena 18. dubna 2016 na hřbitově ve Folknářích), se kterou se v červnu 1949 oženil. Jeho žena bydlela v Jílovém u Děčína, kde pracovala jako ředitelka v mateřské škole. Při svatebním obřadu byl čten Pastýřský list, který v té době od komunistických funkcionářů již zakázán zveřejňovat. Novomanželé o tom nic nevěděli, ale Ludmila byla za to potrestána tím, že byla zproštěna funkce ředitelky a přeložena do jiné vesnice, ale už jen jako obyčejná učitelka.
V roce 1950 se narodil první syn, v roce 1953 druhý a v roce 1954 dcera. Manželka Ludmila byla doma s dětmi až po amnestii v roce 1960. Pak nastoupila jako učitelka do mateřské školy. Nemohla se však věnovat v těchto podmínkách své oblíbené činnosti – výuce náboženství. Bumba začal usilovat o revizi svého pracovního stavu, aby se mohl vrátit do školy, ačkoliv byl v roce 1952 kvůli své nemoci operován. Komise však jej nechtěla pustit zpět do školství mezi děti, aby je nenakazil tuberkulózou. Navrhla mu tedy místo na krajském školním odboru pro okres Děčín, aby počítal mzdy. Tuto práci vykonával krátce a po prázdninách byl přeložen do děčínské Libverdy (název školy na počátku 21. století: Střední škola zahradnická a zemědělská Antonína Emanuela Komerse) na funkci tajemníka hospodářské školy. Zde měl na starosti pouze vyřizování administrativních záležitostí.

### Odbojová činnosti proti komunistickému režimu
V roce 1949 za ním přišel kamarád, který mu nabídl, aby vstoupil do jejich odbojové protikomunistické organizace, kterou založil s několika známými. Později k tomu Bumba řekl: „Já jsem o tom uvažoval. Bral jsem v úvahu, že jsme měli již tři děcka, a když se na to dívám z dnešního pohledu, tak bych do toho dneska nešel. A ne kvůli sobě. Kdybych byl sám, tak by to bylo zase něco jiného.“
Přestože byli v dodržování konspiračních zásad velmi důslední, StB se o jejich činnosti dozvěděla na základě zadržení jiné odbojové skupiny, na kterou měl kontakt jeden z členů. Do odbojové skupiny Ladislava Bumby, která čítala celkem sedm lidí (čtyři působili na mostecku, bílinsku a Hoře Sv. Kateřiny a tři v Děčíně) byl tedy Státní bezpečností nasazen konfident. Občanské profese odbojové skupiny byly různorodé. Jeden z bílinské skupiny teprve dokončoval vysokoškolské studium na lékařské fakultě, druhý člen z děčínské skupiny byl zaměstnán u říční plavby v Děčíně. Stejně starý s Bumbou, ročník narození 1926, byl pouze jeden. Ostatním členům skupiny, kteří se zabývali dříve obchodem bylo přes 50 let. Nejstarší člen skupiny, byl Slovák, který byl ševcem a v době, kdy se s ním Bumba seznámil, mu bylo již přes 80 let.

### Konspirační práce a konfident StB
Práce v utajení netrvala v komunistickém režimu dlouho. Nejdříve byl zatčen lékař, dále děčínští členové skupiny. Konspirace byla zajištěna díky tomu, že spolu obě části odbojové skupiny korespondovaly jen pomocí spojky, kterou tvořil jejich šéf Hugo Engelhart. Bumba mosteckou část skupiny vůbec neznal a potkal se s jejími členy až u soudu.
Podle Bumbova mínění, příčinou odhalení celé skupiny, byla postava jakéhosi Vančury (zřejmě konfident StB), studenta místní bohoslovecké fakulty, kterému byly předávány zjištěné informace. Bumba „Vančuru“, náhodně poznal, když se společně s Engelhartem zastavili u doktora, člena jejich organizace. Tato neznámá osoba byla Bumbovi podezřelá, mladík se totiž vyptával na všechny členy skupiny, nevyjímaje z toho ani Bumbu.
Bumbovým úkolem bylo poslouchat rozhlas a sledovat nálady lidí. Tyto informace předával Engelhartovi, se kterým byl ve stejné křesťanské politické straně. O další osud informací se nestaral, protože přílišné vyptávání bylo nebezpečné. Sdělené informace však Engelhart předával také „Vančurovi“, o jehož zrádné povaze se záhy členové skupiny přesvědčili.

### Zatčení a vyšetřovací vazba
Zatčen byl v den svých narozenin 13. června 1955. Byl odvezen do vyšetřovací vazby do Litoměřic. Zpočátku byl vyšetřován se zavázanýma očima, pod dvou dnech mu je odkryli. Byli na něho nasazeni dva vyšetřovatelé, jejichž jména se při výsleších nedozvěděl, pouze u jednoho zjistil, že byl z Děčína.
Po třech měsících vyšetřovací vazby byl jejich spis odeslán ke Krajskému soudu v Ústí nad Labem, kde celou skupinu odsoudili za velezradu při procesu, který proběhl v Litoměřicích. Při vyšetřování i soudním líčení chyběl pouze záhadný „Vančura“. Vše bylo dopředu připraveno a soudci si v deskách od tzv. bezpečnostní pětky, která ještě v té době zasedala, nesli dopředu dohodnuté výše trestů. A ty nebyly zrovna nízké. Pro Bumbu byl určen trest ve výši devíti let. Hugo Engelhart, který byl soudem prohlášen za vedoucího skupiny, dostal trest ve výši 16 let. Nižší trest než Bumba dostal vzhledem ke svému věku mladičký šífák z Děčína.
S výší trestu skupina nesouhlasila, a tak se všichni odvolali k Vrchnímu soudu v Praze, kam je také převezli. Vrchní soud pak opravdu snížil Bumbovi trest na šest let. Soud toto rozhodnutí zdůvodnil slovy, že obžalovaný a nyní již i odsouzený mluvil o své činnosti pravdu. Všichni odsouzení byli však rehabilitováni až v roce 1990.
Měsíc po Bumbově uvěznění zemřel v děčínské nemoci jeho otec (železničář), který údajně vyskočil či vypadl z okna. Sebevraždu otce však Bumba vylučoval, protože znal jeho pevnou povahu. Protože jakákoliv korespondence se zadrženým ve vyšetřovací vazbě byla zakázána, dozvěděl se o smrti svého otce až tři čtvrtě roku po svém zadržení.
Rovněž jeho žena byla režimem poškozena a v roce 1955 byla propuštěna ze školství, což bylo v situaci péče o tři malé děti zvlášť zlé. S péčí o rodinu jí vypomáhala rodná sestra. Ladislava Bumbu však v té době školská správa označila za náboženského fanatika slovy: „svým smýšlením náboženského fanatika, který pracuje v katolické mládeži a v důsledku toho je i nepřítelem marxistického světového názoru jakož i budování socialismu v naší republice. Rozsah trestné činnosti i míra zavinění nejsou zvlášť veliké. Naproti tomu však nutno hodnotit jeho vyhraněné ideologické reakční smýšlení, pro které jeho převýchova nebude snadná.“
Za propuštění ze školství a další šikanu se v roce 1990 manželům Bumbových (každému samostatně) omluvila státní správa omluvným dopisem.

### Komunistické vězení
První Vánoce v kriminále prožil Bumba ve věznici ve Valdicích, kam byl krátce před svátky přeložen z pankrácké věznice. Život ve vězení později podrobně popsal ve svých fejetonech a rukopisech. Podle rozhovorů s ostatními vězni naznal, že po Stalinově smrti v roce 1953 bylo zacházení s politickými vězni o něco lepší. Vzhledem k prodělané turberkulóze, špatné stravě a těžké práci, zdravotně velmi zchátral.
V průběhu trestu byl převezen do věznice v Leopoldově. Velkou oporou mu byli odsouzení katoličtí kněží, se kterými se setkával. Řekl k tomu: „V kriminále jsem poznal desítky kněží, kteří s námi seděli na celách. V Leopoldově to drželi zkrátka. Tam byli kněží odděleni od obyčejných vězňů. Byla to také snad nejtěžší věznice.“ Ve vězení se seznámil také s biskupem Karlem Otčenáškem se kterým udržoval pak osobní i korespondenční kontakt až do smrti.
Jednou se Bumba dostal na celu společně s vězněm, který byl odsouzen k trestu smrti. Dotyčný seděl v cele celý bílý, vlasy šedivé a jen v duchu přemítal o svém životě a o tom, co jej v bezprostřední budoucnosti čeká. Bumba nevěděl, že dny tohoto muže jsou již sečteny, začal se tedy vyptávat, co provedl, proč je ve vězení. „Proč to chceš vědět?!“ odsekl dotyčný. „Protože mě to zajímá,“ odvětil zvědavě Bumba. Až časem se dozvěděl, že tento člověk již rok čeká na odvolání, které podal proti svému trestu k prezidentovi republiky. Ten mu zmírnil absolutní trest na 25 let vězení.

### Život po propuštění z vězení
Na základě amnestie v květnu 1960 byl propuštěn na svobodu. Nesmí se však vrátit ke své profesi učitele a tak si hledá práci všude možně, kde není třeba zvláštní odbornosti. Když konečně nachází místo na poště a druhý den chce nastoupit, řekl mu ředitel, že ho nemůže přijmout. Podobné je to i v jiných podnicích. Jeho žena tedy napsala stížnost na prezidentskou kancelář a poté může nastoupit k Lesnímu závodu v Bělé u Děčína na úpravu lesních cest. Dále pracuje v pekárně, v děčínském Narexu a Kablu. Stigma politického vězně a nepřítele socialismu však nese až převratu v listopadu 1989.
Dne 14. května 1975 složil slib a stal se dominikánským terciářem (jeho žena složila tento slib již 15. srpna 1974). Oba tyto sliby přijal kněz Ladislav Kubíček, který je tehdy duchovně vedl.

### Po pádu komunistické totality
V devadesátých letech publikoval v regionálním tisku. V prvních letech po roce 1989 asi 14 fejetonů, týkajících se problematiky politických vězňů. Aktivně se od roku 1990 zapojil do Konfederace politických vězňů. Chodil přednášet do děčínských škol na témata týkající se problematiky totalitního režimu.
Jako aktivní římský katolík účastnil se života děčínských farností a ve službě akolyty donášel nemocným na lůžku svaté přijímání. Stále dál četl a vzdělával se. O svém životě a zkušenostech psal fejetony až do konce života.
Zemřel 11. února 2009 v nemocnici v Děčíně na komplikace způsobené zlomeninou krčku. Poslední rozloučení s ním se konalo 19. února 2009 v kostele sv. Václava a Blažeje v Děčíně I. Poté byly jeho ostatky uloženy do hrobu v Děčíně na Folknářích.

## Dílo
Rukopisné dokončené dvoudílné dílo popisující život v komunistickém vězení (celkem 405 stran):
- Přijmi svůj úděl (I. díl, dosud nepublikováno)
- Naděje roste v tichu (II. díl, dosud nepublikováno)

Fejetony v regionálním děčínském tisku.